# Ptochostola asaphes
Ptochostola asaphes är en fjärilsart som beskrevs av Turner 1937. Ptochostola asaphes ingår i släktet Ptochostola och familjen Crambidae. Inga underarter finns listade i Catalogue of Life.